# 3498 Белтон
3498 Белтон (3498 Belton) — астероїд головного поясу, відкритий 1 березня 1981 року.
Тіссеранів параметр щодо Юпітера — 3,540.